# Rosema ocama
Rosema ocama är en fjärilsart som beskrevs av William Schaus 1939. Rosema ocama ingår i släktet Rosema och familjen tandspinnare. Inga underarter finns listade.